# Horst-Wessel-Lied
El «Horst-Wessel-Lied» (pronunciat [hɔʁst ˈvɛsl̩ liːt]; 'Cançó de Horst Wessel'), també conegut per les paraules amb què comença, «Die Fahne hoch» ('Amunt la bandera'), és una cançó que va ser utilitzada com a himne pel Partit nazi (NSDAP) de 1930 a 1945. De 1933 a 1945 els nazis el varen fer himne nacional d'Alemanya, juntament amb la primera estrofa del «Deutschlandlied». A partir del final de la Segona Guerra Mundial, el 1945, l'himne ha estat prohibit pel govern d'Alemanya.

## Història
La lletra del «Horst-Wessel-Lied» la va escriure Horst Wessel, Sturmführer dels camises brunes (Sturmabteilung o SA), l'organització paramilitar nazi, del districte de Berlín de Friedrichshain, el 1929. Wessel escrivia cançons per les SA tot imitant la pràctica de l'organització paramilitar comunista, l'RFB (Roter Frontkämpferbund), per encoratjar els seus homes a enfrontar-se amb els comunistes.

### Horst Wessel

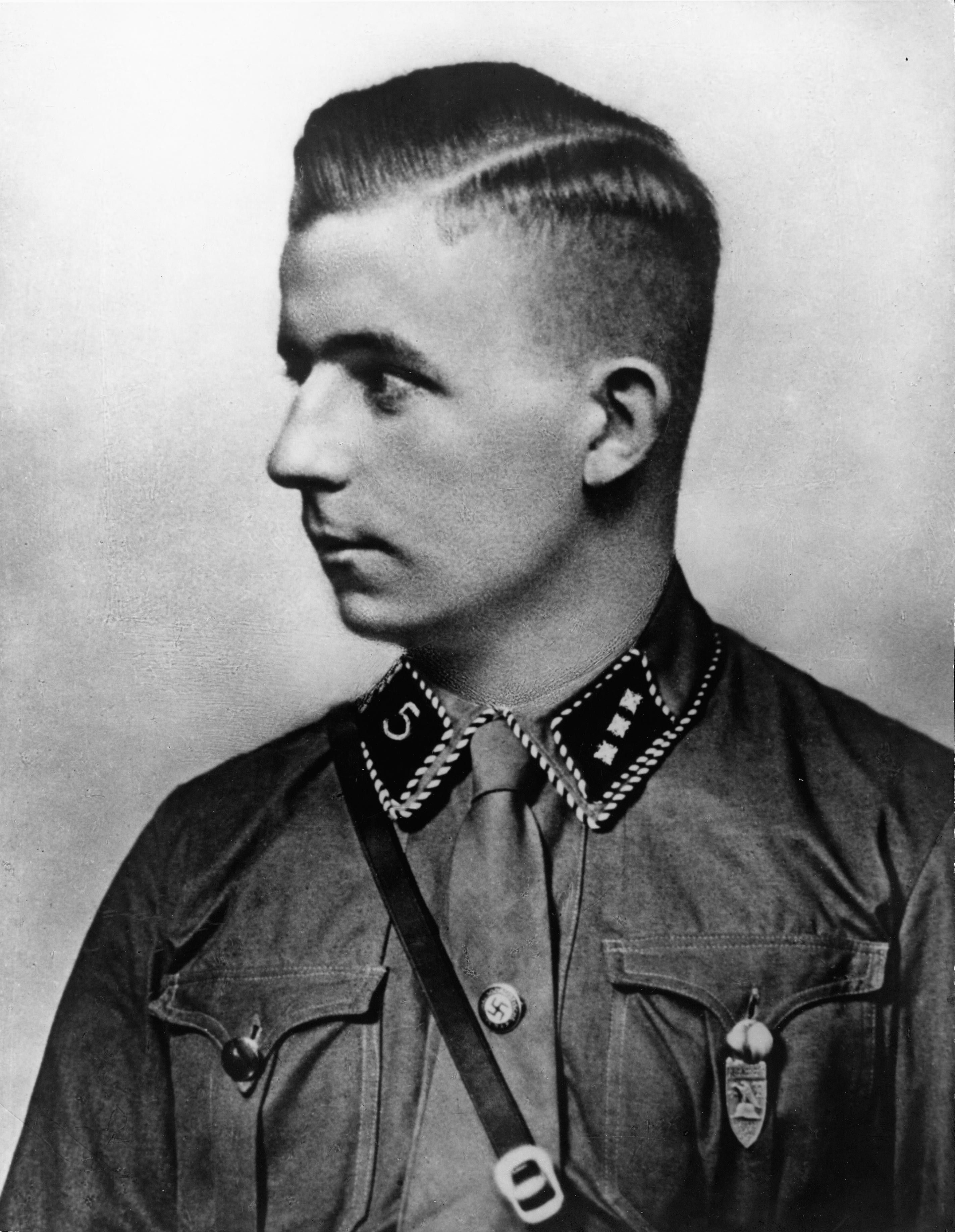
Horst Wessel

Wessel era el fill d'un pastor amb estudis universitaris, però treballava en el món de la construcció. Era ben conegut entre els comunistes des que va liderar una sèrie d'incursions a Fischerkiez, un districte molt pobre de Berlín on els comunistes hi tenien una certa influència. Aquestes incursions havien estat ordre de Joseph Göbbels, el gauletier de Berlín. La majoria d'aquestes conteses no tengueren importància, però una d'elles va succeir a la taverna que el partit comunista alemany (KPD) tenia com a local. De resultes de la brega, cinc comunistes acabaren greument ferits. El diari comunista va acusar la policia de permetre que els nazis fugissin mentre arrestava els ferits; al seu torn, el diari nazi al·legava que Wessel simplement provava de fer un discurs quan arribaren els comunistes i començaren la brega. Wessel va ser amenaçat de mort: la seva cara apareixia als cartells comunistes i el KPD i l'RFB varen adoptar l'slogan de «ataca els feixistes onsevulla que els trobis».
Wessel es va mudar amb la seva parella Erna Jänicke a un habitatge del carrer Grosse Frankfurter, a casa de la vídua Frau Salm, el marit del qual havia estat comunista. Després d'uns quants mesos, Salm i Wessel varen tenir una discussió sobre el preu del lloguer; Salm volia que Jänicke se n'anàs, però no va voler, i Salm va demanar ajuda a uns amics del seu exmarit. No gaire més tard, el 14 de gener de 1930, dos membres del partit comunista, un dels quals Albrecht «Ali» Höhler, varen disparar i ferir greument Wessel, qui va morir a l'hospital el 23 de febrer. Höhler va ser condemnat a sis anys de presó pel tiroteig. Va sortir de la presó sota falses pretensions de les SA i, tres anys més tard, va ser executat, quan el partit nazi va arribar al poder el 1933.

### Himne del partit nazi
Joseph Göbbels, el gauletier de Berlín i el propietari del diari Der Angriff ('L'Atac'), en diverses ocasions havia mirat de crear màrtirs del nazisme amb finalitats propagandístiques, com ara el cas del membre de les SA Hans-Georg Kütemeyer, que va ser trobat mort l'endemà d'assistir a un discurs de Hitler. Göbbels va mirar de vendre que l'havien mort els comunistes, però la gran quantitat d'evidències que provaven que havia estat un suïcidi li feren abandonar l'assumpte. Després d'aquesta temptativa fallida, Göbbels es va esforçar a convertir Wessel en un mite. Es va trobar amb sa mare, qui li va contar la història del fill, com aquest anhelava un «món millor» i com havia provat de salvar una prostituta que havia conegut al carrer. Göbbels veia en Wessel un «somiador idealista».
Es va sotmetre a Wessel a una operació a l'hospital que li va aturar una hemorràgia interna, però els cirurgians no li varen poder treure la bala del cerebel. Al final, Wessel va ser portat a casa de sa mare per morir. Al seu diari, Goebbels descriu la cara de Wessel com si hagués estat disparada, i assegura que Wessel li va dir «Cal continuar! Só feliç!». Wessel va morir el 23 de febrer.
Göbbels va discutir amb Hermann Göring i amb d'altres membres del partit la resposta que calia donar a la mort de Wessel. Finalment, varen declarar un període de dol fins al 12 de maig, durant el qual els membres del partit i de les SA evitaren els entreteniments i durant el qual s'evocà el nom de Wessel a tots els actes del partit. La unitat de Wessel va ser rebatejada en honor seu.
D'una mescla de fets i fabulacions, la propaganda de Goebbels va crear el que esdevendria un dels màrtirs principals del Partit nazi. Va instituir la marxa de Wessel, batejada com a «Horst-Wessel-Lied» ('Cançó de Horst Wessel'), com a himne del partit. Wessel va ser enterrat dia primer de març de 1930. Contràriament a les afirmacions dels nazis, no hi va haver cap atac durant la processó. El funeral va ser filmat i es va convertir en un dels estendards de propaganda de l'NSDAP. Les SA varen cantar el «Horst-Wessel-Lied» al funeral, i de llavors ençà es va fer servir extensament als actes del partit i a les desfilades de carrer de les SA.
Quan Adolf Hitler va esdevenir Canceller d'Alemanya el gener de 1933, el «Horst-Wessel-Lied» va ser proclamat símbol nacional per llei el 19 de maig de 1933. L'any següent, es va proclamar una altra llei que requeria que s'alçàs el braç dret quan sonaven el primer i el quart vers de l'himne. Es poden veure dirigents nazis cantant la cançó al final del film de Leni Riefenstahl El triomf de la voluntat. Hitler va arribar a dictar el tempo amb què calia tocar la cançó.
Hi havia nazis extremadament sensibles pel que feia als usos de l'himne. Per exemple, un músic que va escriure una versió jazz de la cançó va ser forçat a abandonar Alemanya; i quan Martha Dodd, la filla de William E. Dodd, que en aquell moment era l'ambaixador americà a Alemanya, va fer sonar la cançó durant la seva festa d'aniversari a la residència de l'Ambaixador el 1933, un jove nazi amb contactes amb el ministeri estranger alemany i la cancelleria de Hitler va apagar el tocadiscs, tot dient que allò no era la classe de música que havia de sonar en ambients com aquell.

### Després de la Segona Guerra Mundial
Amb el final del règim nazi el 1945, el «Horst-Wessel-Lied» es va prohibir. La lletra i la melodia ara és il·legal a Alemanya, amb poques excepcions. El 2011 la policia de la Baixa Saxònia va obrir una investigació a Amazon i Apple pel fet que oferien la cançó a les seves pàgines web. Tant Apple com Amazon varen accedir a les peticions del govern i varen retirar la cançó.

## Lletra
La lletra del "Horst-Wessel-Lied" es va publicar el setembre de 1929 al diari de Berlín del partit nazi, Der Angriff, del qual Joseph Göbbels era el propietari.

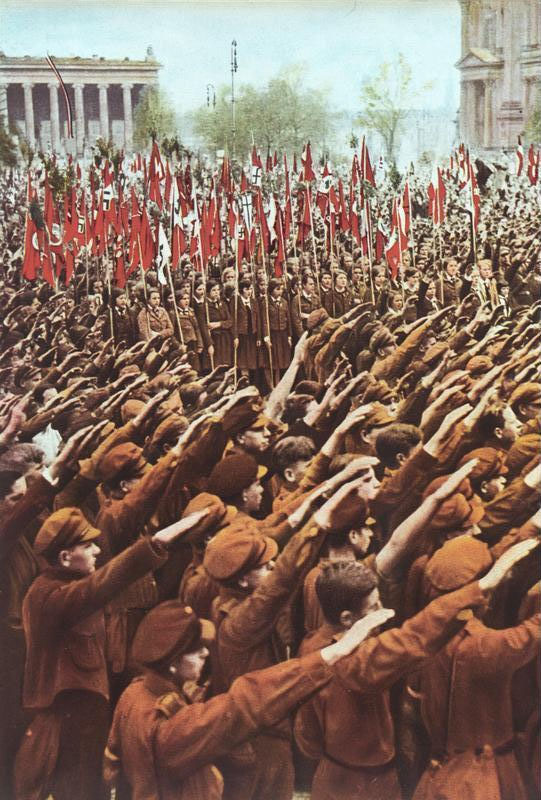
Les Joventuts Hitlerianes fent la salutació feixista; els alemanys estaven obligats per llei a fer la salutació mentre sonava l'himne

| Die Fahne hoch! Die Reihen fest geschlossen! SA marschiert mit ruhig festem Schritt. \|: Kam'raden, die Rotfront und Reaktion erschossen, Marschier'n im Geist in unser'n Reihen mit. :\| Die Straße frei den braunen Bataillonen; die Straße frei dem Sturmabteilungsmann! \|: Es schau'n aufs Hakenkreuz voll Hoffnung schon Millionen. Der Tag für Freiheit und für Brot bricht an! :\| Zum letzten Mal wird Sturmalarm geblasen. Zum Kampfe steh'n wir alle schon bereit! \|: Schon flattern Hitlerfahnen über allen Straßen. Die Knechtschaft dauert nur noch kurze Zeit! :\| | Amunt la bandera! Les files ben tancades! Les S.A. marxen a pas ferm i tranquil. \|: Camarades disparats per rojos i reaccionaris marxen en esperit entre les nostres files. :\| Lliure el carrer per als batallons bruns; lliure el carrer per als soldats d'assalt. \|: Milions de persones miren l'esvàstica plens d'esperança. Arriba el dia de la llibertat i del pa! :\| L'alarma de l'atac sonarà per darrera vegada. Tots estam preparats per la batalla! \|: D'aquí poc s'alçarà la bandera de Hitler per tots els carrers. L'esclavitud no durarà gaire més! :\| |

El Rotfront ('front vermell'), era el Rotfrontkämpferbund, l'organització paramilitar del Partit Comunista d'Alemanya (KPD). Les Sturmabteilung (SA, també coneguts com a «camises brunes») i l'RFB tenien sovint confrontacions violentes als carrers, les quals varen esdevenir gairebé batalles obertes. Els «reaccionaris» eren els partits polítics conservadors i el govern democràtic liberal del període de la República de Weimar, el qual va temptar diverses vegades de suprimir les SA, sense èxit. La «servitud» es refereix al Tractat de Versalles, en què les forces victorioses varen imposar enormes reparations de guerra a Alemanya, la varen desposseir de les seves colònies a l'Àfrica, l'Àsia i a l'Oceà Pacífic, i varen cedir parts d'Alemanya a Bèlgica, Dinamarca, França, Polònia i Lituània.
Després de la mort de Wessel varen aparèixer diverses variants. A partir del 1930, el desig dels nazis d'ésser vists com a constitucionalistes que pretenien arribar al poder mitjançant eines legals, més aviat que com a revolucionaris, va fer que se substituís la tercera línia de la tercera estrofa: la versió original deia «Bald flattern Hitlerfahnen über Barrikaden» ('Aviat s'alçarà la bandera de Hitler per les 'barricades').
També es varen escriure noves estrofes en honor de Wessel, sovint cantades als actes de les SA però mai emprades en actes oficials del partit o de l'estat:
| Sei mir gegrüßt, Du starbst den Tod der Ehre! Horst Wessel fiel, doch tausend neu erstehen Es braust das Fahnenlied voran dem braunen Heere SA bereit, den Weg ihm nachzugehen Die Fahnen senkt vor Toten, die noch leben Es schwört SA, die Hand zur Faust geballt Einst kommt der Tag, da gibts Vergeltung, kein Vergeben wenn Heil und Sieg durchs Vaterland erschallt. | Rep la meva salutació! Tengueres una mort honorosa! Horst Wessel va caure, però en sortiran mil més L'himne a la bandera ressona davant l'exèrcit bru Les SA estan preparades per seguir el seu camí. Les banderes s'abaixen davant els morts que encara viuen Les SA juren, amb els punys tancats, que arribarà el dia que es farà venjança, sense cap perdó, quan ressonin Heil i Sieg per la nostra mare pàtria. |

Els mots Heil i Sieg ('hola' i 'victòria') fan referència a la salutació nazi Sieg Heil!

## Melodia
Després de la mort de Wessel, hom el va considerar el compositor tant de la música com de la lletra. Amb tot, entre el 1930 i el 1933, hi hagué crítics que ho posaren en dubte, tot assenyalant que la melodia tenia una llarga història. «How Great Thou Art», per exemple, és una cançó coneguda amb una melodia semblant. Amb tot, després del 1933, posar en dubte l'autoria de Horst Wessel va esdevenir impensable, quan el partit nazi va prendre el control d'Alemanya i, llavors, qualsevol bri de criticisme hauria estat durament castigat.
La font més probable de la melodia és una cançó popular de l'armada imperial alemanya durant la Primera Guerra Mundial, que Wessel havia d'haver sentit cantar per força als veterans de l'armada a la Berlín dels anys 20. La cançó era coneguda pel primer vers, Vorbei, vorbei, sind all die schönen Stunden, o com a «Königsberg-Lied», pel creuer alemany Königsberg, esmentat a una de les versions. La primera estrofa fa així:
| Vorbei, vorbei sind all die schönen Stunden die wir verlebt am schönen Ostseestrand Wir hatten uns, ja uns so schön zusamm'n gefunden es war für uns der allerschönste Ort. | Passades, passades són ja totes les felices hores que hem viscut a la bella costa bàltica Ho hem passat tan bé junts va ser per nosaltres el millor lloc de tots. |

El 1936, un crític musical alemany, Alfred Weidemann, va publicar un article en què identificava la melodia de la cançó en una peça escrita el 1865 de Peter Cornelius. Segons Weidemann, Cornelius descrivia la melodia com una «tonada popular vienesa»".

## Ús entre la ultradreta de fora d'Alemanya
Al llarg dels anys trenta i quaranta, el «Horst-Wessel-Lied» va patir diverses adaptacions per part de grups feixistes d'altres països.
A l'estat espanyol, la Falange cantava aquesta versió en castellà:
| Camisa azul, el yugo y las flechas vestía yo, cuando aún dudabas tú. Perseguido por izquierdas y por las derechas caía yo, cuando aún dudabas tú. Despierta ya, burgués y socialista. Falange trae con la Revolución la muerte del cacique y del bolchevique, del holgazán y de la reacción. La juventud está en nuestras filas, y nuestro es también el porvenir. España te haremos Una, Grande y Libre, aunque nosotros tengamos que morir. Por el honor, la Patria y la justicia, luchamos hoy en este amanecer. Y si la muerte llega y nos acaricia Arriba España! diremos al caer. | Camisa blava, el jou i les fletxes vestia jo, quan tu encara dubtaves. Perseguit per les esquerres i per les dretes queia jo, quan tu encara dubtaves. Desperta, burgès i socialista. La falange porta amb la Revolució la mort del cacic i del bolxevic, del malfener i de la reacció. La joventut és a les nostres files, i també és nostre l'esdevenidor. Espanya et farem Una, Gran i Lliure, malgrat nosaltres hàgim de morir. Per l'honor, la Pàtria i la justícia, lluitam avui aquesta matinada. I si arriba la mort i ens acaricia «Arriba España!» direm quan caiguem. |

La Unió Britànica de Feixistes cantaven també una versió del «Horst-Wessel-Lied» en anglès, que feia així:
| Comrades the voices of the dead battalions, Of those who fell that Britain might be great, Join in our song, for they still march in spirit with us, And urge us on to gain the Fascist state! We're of their blood, and spirit of their spirit, Sprung from that soil for whose dear sake they bled, Against vested powers, Red Front, and massed ranks of reaction, We lead the fight for freedom and for bread! The streets are still, the final struggle's ended; Flushed with the fight we proudly hail the dawn! See, over all the streets the Fascist banners waving, Triumphant standards of our race reborn! | Camarades, les veus dels batallons morts d'aquells que caigueren perquè Gran Bretanya fos gran, uniu-vos a la nostra cançó, perquè encara marxen en esperit amb nosaltres, i ens inciten a assolir l'estat feixista! Som de la seva sang, i esperit del seu esperit nascuts d'aquella terra en defensa de la qual varen sagnar, contra els poders fàctics, el Front Vermell, i les masses reaccionàries, lideram la lluita per la llibertat i pel pa! Els carrers estan tranquils, ha acabat la darrera contesa; nets per la lluita, saludam orgullosos l'alba! Mira, per tots els carrers oneja la bandera feixista, reneixen estendards triomfants de la nostra raça! |

A la França de Vichy, els membres de la Légion des Volontaires Français contre le Bolchévisme cantaven:
| Le bras levé, jurons d'être fidèles, Le bras levé, à notre Europe unie. Ceux qui sont morts pour nous sur cette terre Vivront en nous de cœur, d'âme et d'esprit. Nous châtierons les juifs et les marxistes, Nous vengerons nos frères tués par eux, Afin que l'idéal national-socialiste Puisse être un jour fier et victorieux. Pour nous français, engagés volontaires, Pour nous français, à l'ombre du drapeau, Nous les vaincrons, l'élite aura raison du nombre, La noble race appelle ses héros. | El braç alçat, jurem d'ésser fidels, el braç alçat, a nostra Europa unida. Aquells qui han mort per nosaltres en aquesta terra viuran en nosaltres en cor, ànima i esperit. Castigarem els jueus i els marxistes, Ens venjarem dels nostres germans morts per ells, a fi que l'ideal nacional-socialista pugui ésser un dia feroç i victoriós. Per nosaltres, francesos, soldats voluntaris, per nosaltres, francesos, a l'ombra de la bandera, els vencerem, l'elit tendrà la raó del nombre, la noble raça crida els seus herois. |

A Grècia, actualment, Alba daurada canta el «Horst-Wessel-Lied» amb lletra grega en els seus esdeveniments, com ara la distribució pública d'aliments «només per a grecs»; al seu torn, el seu dirigent, Nikólaos Mikhaloliakos, sovint utilitza parts de la cançó (e.g. «Amunt les banderes!») en els seus discursos. La lletra fa així:
| Από του Ολύμπου τη γρανιτένια όψη μέχρι της Κύπρου τη σκλαβωμένη γη. Απ' τη μεγάλη του ονείρου μας την Πόλη ως τη Χειμάρρα, που είναι Ελληνική! Ορθό το λάβαρο κι η νίκη μας προσμένει. Ψηλά το μέτωπο και η καρδιά σκληρή. Στον κόσμο αυτό εμείς θα δείξουμε πώς μένει το θάρρος άπαρτο και φρούριο η τιμή! Χτυπάτε αλύπητα, με λύσσα, με φοβέρα με θάρρος, σύντροφοι, τα τείχη των εχθρών. Με την Χρυσή Αυγή θα γίνουμε μια μέρα εκατομμύρια στρατός αγωνιστών! | De la cara granítica de l'Olimp fins a la terra esclavitzada de Xipre. De la gran ciutat [Constantinoble] dels nostres somnis fins a Himara, que és grega! Amunt la bandera, la victòria ens espera. La cara alta i el cor fort. Al món li mostrarem com resistim, coratge indomable i ànim resistent! Atacau sense pietat, amb ràbia i amenaces, amb coratge, camarades, els murs dels enemics. Amb Alba Daurada esdevendrem un dia un exèrcit de milers de combatents! |

## Paròdies
Abans del 1933, els comunistes alemanys i els socialdemòcrates cantaven paròdies del «Horst-Wessel-Lied» durant les seves conteses amb les SA. Qualcuna d'aquestes cançons simplement canviava el caràcter polític de la cançó:
| Die Fahne hoch! die Reihen fest geschlossen! Rotfront marschiert mit eisenfestem Schritt. Genossen, die vom Stahlhelm Hakenkreuz erschossen Marschier'n im Geist in uns'ren Reihen mit | Amunt la bandera! Les files ben tancades! El Front Vermell marxa a pas de ferro. Camarades disparats per cascs d'acer amb esvàstiques marxen en esperit entre les nostres files. |

Stahlhelm, 'cascs d'acer' («Stahlhelm, Bund der Frontsoldaten»), era una organització de veterans nacionalistes molt pròxima al Partit Nacional del Poble d'Alemanya.
D'altres substituïen completament la lletra:
| Ernst Thälmann ruft uns auf die Barrikaden! Bauer, steh auf! Erheb dich, Arbeitsmann Gewehre nehmt! Gewehre gut und scharf geladen! Tragt rote Fahnen hoch im Kampf voran! | Ernst Thälmann ens crida a les barricades! Obrer, aixeca't! Posa't dret, treballador! Preneu els fusells! Carregau-los amb bona munició! Alçau les banderes vermelles a la batalla! |

Ernst Thälmann era el líder del KPD.
Quan arribaren al poder, els nazis prohibiren aquestes versions, però així i tot, durant el Tercer Reich, circulaven versions alternatives que feien befa de la corrupció a l'elit nazi. Algunes d'aquestes versions eren:
| Die Preise hoch, die Läden dicht geschlossen Die Not marschiert und wir marschieren mit Frick, Joseph Goebbels, Schirach, Himmler und Genossen Die hungern auch doch nur im Geiste mit. Die Preise hoch die Läden fest geschlossen Die Not marschiert mit ruhig-festem Schritt. Es hungern nur die kleinen Volksgenossen, Die Großen hungern nur im Geiste mit. | Els preus alts, les botigues ben tancades la misèria marxa i nosaltres marxam amb ella Frick, Joseph Göbbels, Schirach, Himmler i els camarades també tenen gana però només en esperit. Els preus alts, les botigues ben tancades la misèria marxa amb pas ferm i tranquil. Només tenen gana els camarades del poble, els alts càrrecs només tenen gana en esperit. |

Wilhelm Frick era el ministre d'interior, Baldur von Schirach era el líder de les joventuts hitlerianes i Heinrich Himmler, el líder de les SS i la policia.
Una de les paròdies més ben conegudes figura a l'obra de Bertolt Brecht Schweyk im Zweiten Weltkrieg (1943). Hanns Eisler va escriure la partitura de «Kälbermarsch»:
La paròdia més coneguda en llengua anglesa la va escriure Oliver Wallace, amb una melodia similar i titulada «Der Fuehrer's Face», pel film de dibuixos animats de l'ànec Donald.